# Perlevikke
Perlevikke (Vicia ervilia) er en bælgplante, der er naturligt hjemmehørende i Sydeuropa.
Kilder
- Den danske Rødliste Arkiveret 4. marts 2016 hos  Wayback Machine

| Biologi | Spire Denne artikel om biologi er en spire som bør udbygges. Du er velkommen til at hjælpe Wikipedia ved at udvide den. |